# Décapant

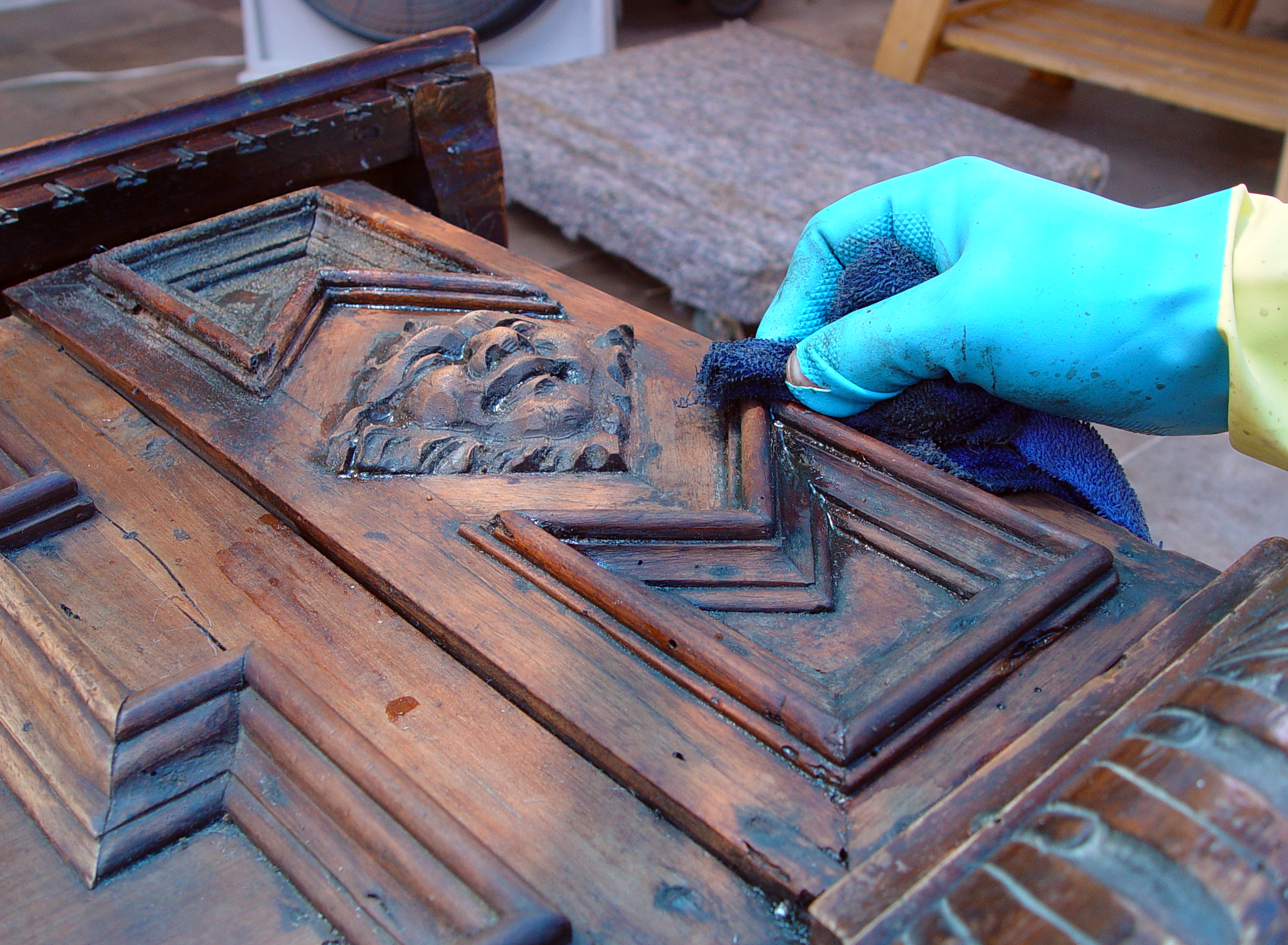
Application d'un décapant afin d'enlever une couche de peinture

Un décapant est un produit chimique utilisé dans l'industrie et pour le bricolage et destiné à éliminer des couches minces de peintures, vernis, oxydes, etc.

## Utilisation
Les supports peuvent être en bois, plastiques ou métaux divers.
Pour le bricolage, le décapant est liquide ou sous forme de gel, avec des applications au trempé ou au pinceau.
Selon les cas, un rinçage sera ou non nécessaire. Un décapant risque de rester actif s'il n'est pas au minimum neutralisé avec de l'alcool ménager.

## Composition
La formulation des décapants utilise divers produits chimiques agressifs (solvants tels le chlorure de méthylène, ou divers acides et autres composés).
Si un décapant peu onéreux et malgré tout très efficace est nécessaire, une solution consiste à utiliser de la soude caustique (se protéger la peau et les yeux, ce produit étant très corrosif et donc dangereux) diluée avec de l'eau, en ajoutant un peu de colle à papier peint afin d'obtenir un mélange plus épais.

## Précautions d'emploi
Leurs utilisateurs devront se conformer rigoureusement aux précautions d'emploi (port de gants, lunettes de sécurité) et selon les cas il faut être attentif aux gaz et vapeurs dégagés, qui pourront être sources d'agression pour les yeux, le nez et les poumons.